# Дениче
Дѐниче (на италиански: Denice; на пиемонтски: Dens, Денс) е село и община в Северна Италия, провинция Алесандрия, регион Пиемонт. Разположено е на 387 m надморска височина. Населението на общината е 199 души (към 2010 г.).